# Campionati europei di ciclismo su strada 2019 - Gara in linea femminile Elite
La gara in linea femminile Elite dei Campionati europei di ciclismo su strada 2019, quarta edizione della prova, si disputò il 10 agosto 2019 su un percorso di 115 km con partenza ed arrivo ad Alkmaar, nei Paesi Bassi. La vittoria fu appannaggio dell'olandese Amy Pieters, che terminò la gara in 2h56'03", alla media di 39,19 km/h; precedendo l'italiana Elena Cecchini e la tedesca Lisa Klein.
Sul traguardo di Alkmaar 69 cicliste su 101 partenti, portarono a termine la competizione.

## Squadre e corridori partecipanti
| N.    | Cod. | Squadra       |
| ----- | ---- | ------------- |
| 1-8   | NLD  | Paesi Bassi   |
| 9-16  | ITA  | Italia        |
| 17-24 | DEU  | Germania      |
| 25-32 | POL  | Polonia       |
| 33-40 | BEL  | Belgio        |
| 41-46 | DNK  | Danimarca     |
| 47-52 | ESP  | Spagna        |
| 53-58 | GBR  | Gran Bretagna |
| 59-64 | FRA  | Francia       |
| 65-66 | SWE  | Svezia        |
| 67-68 | LUX  | Lussemburgo   |
| 69-72 | NOR  | Norvegia      |
| 73-77 | UKR  | Ucraina       |

| N.    | Cod. | Squadra     |
| ----- | ---- | ----------- |
| 78-79 | BLR  | Bielorussia |
| 80-81 | LTU  | Lituania    |
| 82-86 | RUS  | Russia      |
| 87    | ISR  | Israele     |
| 88-89 | CHE  | Svizzera    |
| 90-92 | AUT  | Austria     |
| 93-94 | CZE  | Rep. Ceca   |
| 95    | CRO  | Croazia     |
| 96    | IRL  | Irlanda     |
| 97-99 | SVK  | Slovacchia  |
| 100   | PRT  | Portogallo  |
| 101   | EST  | Estonia     |

## Ordine d'arrivo (Top 10)
| Pos. | Corridore         | Squadra     | Tempo    |
| ---- | ----------------- | ----------- | -------- |
| 1    | Amy Pieters       | Paesi Bassi | 2h56'03" |
| 2    | Elena Cecchini    | Italia      | a 1"     |
| 3    | Lisa Klein        | Germania    | s.t.     |
| 4    | Lorena Wiebes     | Paesi Bassi | a 26"    |
| 5    | Alice Barnes      | Regno Unito | s.t.     |
| 6    | Kirsten Wild      | Paesi Bassi | s.t.     |
| 7    | Lisa Brennauer    | Germania    | a 27"    |
| 8    | Susanne Andersen  | Norvegia    | s.t.     |
| 9    | Christine Majerus | Lussemburgo | s.t.     |
| 10   | Rasa Leleivytė    | Lituania    | s.t.     |